# Kahe Magharibi
Kahe Magharibi è una circoscrizione rurale (rural ward) della Tanzania situata nel distretto rurale di Moshi, regione del Kilimangiaro. Conta una popolazione di 19 142 abitanti (censimento 2012).